# Ankarsund
Ankarsund är en by vid Storuman i Lappland.